# Francisco Durán
Francisco Javier Durán Fernández (Concepción, 13 de abril de 1982), también conocido como Francis Durán, es un compositor, guitarrista, bajista, tecladista, vocalista, productor discográfico y músico chileno, conocido por ser miembro de Los Bunkers, una de las más importantes en la escena musical chilena durante la década de 2000. Actualmente está junto a su banda Los Bunkers, fue parte del power trio para Lanza Internacional y el supergrupo llamados Pillanes.

## Rol en Los Bunkers
Se desempeña como uno de los principales compositores de la banda, junto con su hermano mayor Mauricio Durán. En vivo ha tocado guitarra, bajo, teclados, sintetizadores, tiple, jarana, armónica y ocasionalmente pandero, haciéndolo el integrante que más instrumentos ejecuta. 
De igual forma es la segunda voz del grupo, interpretando las siguientes composiciones:
- En Canción de lejos (2002): "Las Cosas Que Cambié y Dejé por Ti", "Pobre Corazón" (con Álvaro López y Mauricio Durán) "Canción De Lejos" (con Álvaro López)
- En La culpa (2003): "La Exiliada del Sur" (con Álvaro López y Mauricio Durán) "Canción para Mañana" (con Mauricio Durán y Álvaro López), "El Día Feliz" (con Álvaro López)
- En Vida de perros (2005): "Ahora Que No Estás", "Llueve Sobre la Ciudad", "Dime Quién", "Tú" (con Álvaro López)
- En Barrio Estación (2008): "Me Muelen a Palos" (con Mauricio Durán), "Si todo esto es lo que hay", "Nada nuevo bajo el sol", "El mismo lugar" (con Álvaro López)
- En Música Libre (2010): "Pequeña Serenata Diurna"
- En La velocidad de la luz (álbum) (2013) "Dicen" y "La Estación Final"
- En "Noviembre (álbum)" (2023) "Noviembre" (con Álvaro López) e "Infiel"

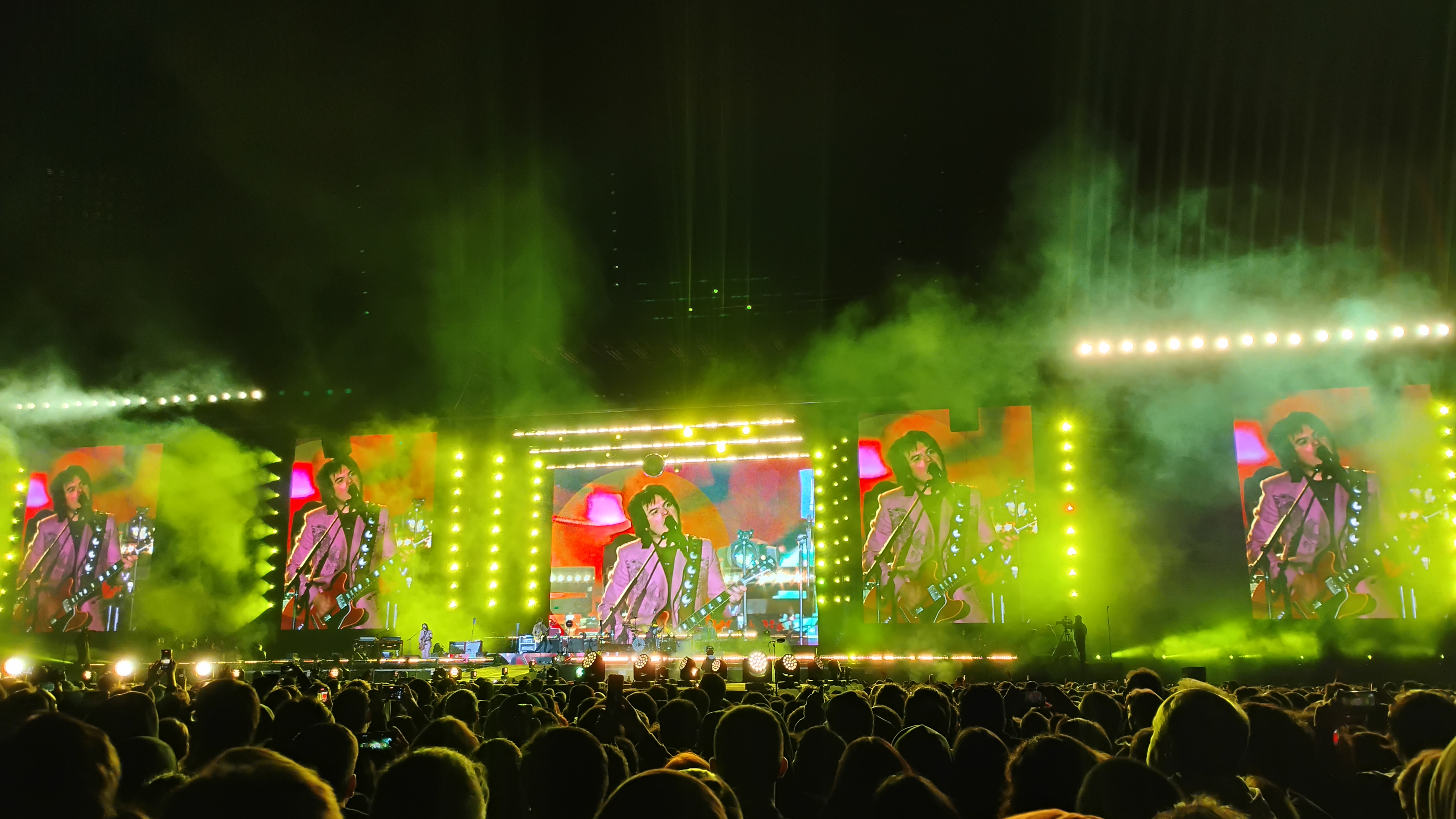
Francisco Durán en concierto en Estadio Nacional. 2024

- Francisco Durán en concierto en Estadio Nacional. 2024

## Trabajos como productor
Además de desempeñarse junto a Mauricio Durán como productor de algunos trabajos de Los Bunkers, Francis, en compañía de su hermano produjeron Muérdete la lengua, el exitoso álbum debut de su coterránea Francisca Valenzuela. En este material, Francisco Duran toca guitarra en temas como "Muérdete la Lengua", "Peces" y "Dulce" entre otros.
Luego de que Los Bunkers anunciaran su receso en 2014, él y Mauricio se embarcaron en la producción de No morirá jamás, álbum tributo a Los Ángeles Negros, que contó con la participación de figuras destacadas de la escena musical en español.
También oficiaron de productores en el último álbum del mexicano Pepe Aguilar titulado No lo había dicho. De esta producción destaca el sencillo Cuestión de esperar, nominada en la categoría Grabación del Año de los Latin Grammy 2016.

## Discografía
| Con Los Bunkers - 2001: Los Bunkers - 2002: Canción de lejos - 2003: La culpa - 2005: Vida de perros - 2008: Barrio Estación - 2010: Música libre - 2013: La velocidad de la luz - 2023: Noviembre - 2024: Los Bunkers MTV Unplugged | Con Lanza Internacional - 2017: Lanza Internacional - 2022: Frente Con Pillanes - 2018: Pillanes |

En solitario
- 2022: Lunar (Álbum)
- 2022: El Instante Más Pequeño (Sencillo)
- 2022: Bus (Sencillo)

### Colaboraciones
| Año  | Álbum                       | Artista              | Detalles |
| ---- | --------------------------- | -------------------- | --- |
| 2004 | Álvaro Henríquez            | Álvaro Henríquez     | - Guitarras - Órgano - Dobro |
| 2007 | Muérdete la lengua          | Francisca Valenzuela | - Coproductor - Guitarras («Peces», «Muérdete la lengua», «Excavador de tumbas», «Muleta») - Bajo («Excavador de tumbas», «Dulce», «Las Vegas») - Mellotron («Afortunada», «Excavador de tumbas», «Segunda vuelta») - Hammond («Peces») - Theremín («Excavador de tumbas») - Guitarra de 12 cuerdas («Excavador de tumbas») - Coros («Excavador de tumbas») |
| 2009 | 20 años                     | Nicole               | - Coproductor («Hoy») |
| 2012 | Acuario                     | Manuel García        | - Cocompositor («Madera», «Carcelero», «Como partir») |
| 2014 | Pepe Aguilar: MTV Unplugged | Pepe Aguilar         | - Guitarras |